# Heteropterys cardiophylla
Heteropterys cardiophylla är en tvåhjärtbladig växtart som beskrevs av Franz Josef Niedenzu. Heteropterys cardiophylla ingår i släktet Heteropterys och familjen Malpighiaceae. Inga underarter finns listade i Catalogue of Life.